# Yins
Els yins (plural de yin, també riangs) són un poble i una llengua de l'Estat Shan de Myanmar, emparentats amb els was. Es calcula que són uns 10.000. Segons la Gaseta Imperial de l'Índia de 1908 són d'origen mon-khmer i haurien habitat l'estat ja abans de l'arribada dels xans.